# Helmut Pfotenhauer
Helmut Pfotenhauer (* 3. August 1946 in Nürnberg) ist ein deutscher Germanist.

## Leben und Werk
Pfotenhauer studierte Germanistik, Geschichte, Politologie und Soziologie an der Friedrich-Alexander-Universität Erlangen-Nürnberg. 1974 wurde er mit einer Arbeit über das Spätwerk Walter Benjamins bei Kurt Wölfel promoviert. 1982 habilitierte er sich mit einer Abhandlung über Nietzsches Physiologie der Kunst. Von 1974 bis 1983 war er wissenschaftlicher Assistent in Erlangen, ab 1983 Heisenberg-Stipendiat der Deutschen Forschungsgemeinschaft. Nach Gastprofessuren an der Universität Wien und der Ludwig-Maximilians-Universität München wurde er 1987 auf den Lehrstuhl für Neuere deutsche Literaturgeschichte an die Julius-Maximilians-Universität Würzburg berufen. Dort lehrte er bis zur Pensionierung 2010. Bis 2014 war er als Seniorprofessor tätig. Von 1997 bis 2007 war er Präsident der Jean-Paul-Gesellschaft. Seit 2006 ist er ordentliches Mitglied der Bayerischen Akademie der Wissenschaften. 2009 war er Visiting Fellow am Trinity College (Cambridge).
Seine Veröffentlichungen widmen sich der Literarischen Anthropologie, der Kunstliteratur, den Bildern in Texten, der Biographik und Autobiographik, der Editionsphilologie, den Werken Jean Pauls (seit 1994 Herausgeber der Historisch-kritischen Jean-Paul-Edition, zusammen mit Barbara Hunfeld).

## Schriften (Auswahl)
- Die Kunst als Physiologie. Nietzsches ästhetische Theorie und literarische Produktion, Stuttgart 1985.
- Literarische Anthropologie. Selbstbiographien und ihre Geschichte – am Leitfaden des Leibes, Stuttgart 1987.
- Um 1800. Konfigurationen der Literatur, Kunstliteratur und Ästhetik, Tübingen 1991, ISBN 978-3-11-094210-1.
- Beschreibungskunst – Kunstbeschreibung. Ekphrasis von der Antike bis zur Gegenwart, hg. mit Gottfried Böhm, Frankfurt a. M. 1995, ISBN 978-3-7705-2966-7.
- Frühklassizismus. Position und Opposition: Winckelmann, Mengs, Heinse (Bibliothek der Kunstliteratur, Bd. 2, hg. mit Markus Bernauer und Norbert Miller), Frankfurt a. M. 1995, ISBN 978-3-618-67020-9.
- Klassik und Klassizismus (Bibliothek der Kunstliteratur, Bd. 3, hg. mit Peter Sprengel), Frankfurt a. M. 1995, ISBN 978-3-618-67035-3.
- Sprachbilder. Studien zur Literatur des 18. bis 20. Jahrhunderts, Würzburg 2000, ISBN 978-3-8260-1954-8.
- Jean Paul. Lebenserschreibung. Veröffentlichte und nachgelassene autobiographische Schriften, München 2004, ISBN 978-3-446-20553-6.
- Nicht völlig Wachen und nicht ganz ein Traum. Die Halbschlafbilder in der Literatur, hg. mit Sabine Schneider, Würzburg 2006, ISBN 978-3-8260-3274-5.
- Die Halbschlafbilder in der Literatur, den Künsten und den Wissenschaften, hg. mit Roger Paulin, Würzburg 2011, ISBN 978-3-8260-4584-4.
- Jean Paul. Das Leben als Schreiben. Biographie, München 2013, ISBN 978-3-446-24002-5.
- Lebenserschreiber. Radikale Autorschaft seit dem 18. Jahrhundert. Essays. Königshausen & Neumann, Würzburg 2023, ISBN 978-3-8260-7929-0.

## Ehrungen und Preise
- 2014: Röntgen-Medaille der Universität Würzburg[2]